# Pogonianí
Pogonianí (Pogoniani) är en ort i Grekland.   Den ligger i prefekturen Nomós Ioannínon och regionen Epirus, i den nordvästra delen av landet, 400 km nordväst om huvudstaden Aten. Pogonianí ligger 730 meter över havet och antalet invånare är 425.
Terrängen runt Pogonianí är kuperad åt sydväst, men åt nordost är den bergig. Runt Pogonianí är det mycket glesbefolkat, med 7 invånare per kvadratkilometer. Närmaste större samhälle är Kefalóvryso, 11,5 km öster om Pogonianí. Trakten runt Pogonianí består till största delen av jordbruksmark.